# Daniele Garozzo
Daniele Garozzo (né le 4 août 1992 à Acireale) est un escrimeur italien, champion olympique du fleuret lors des Jeux olympiques de 2016.

## Carrière

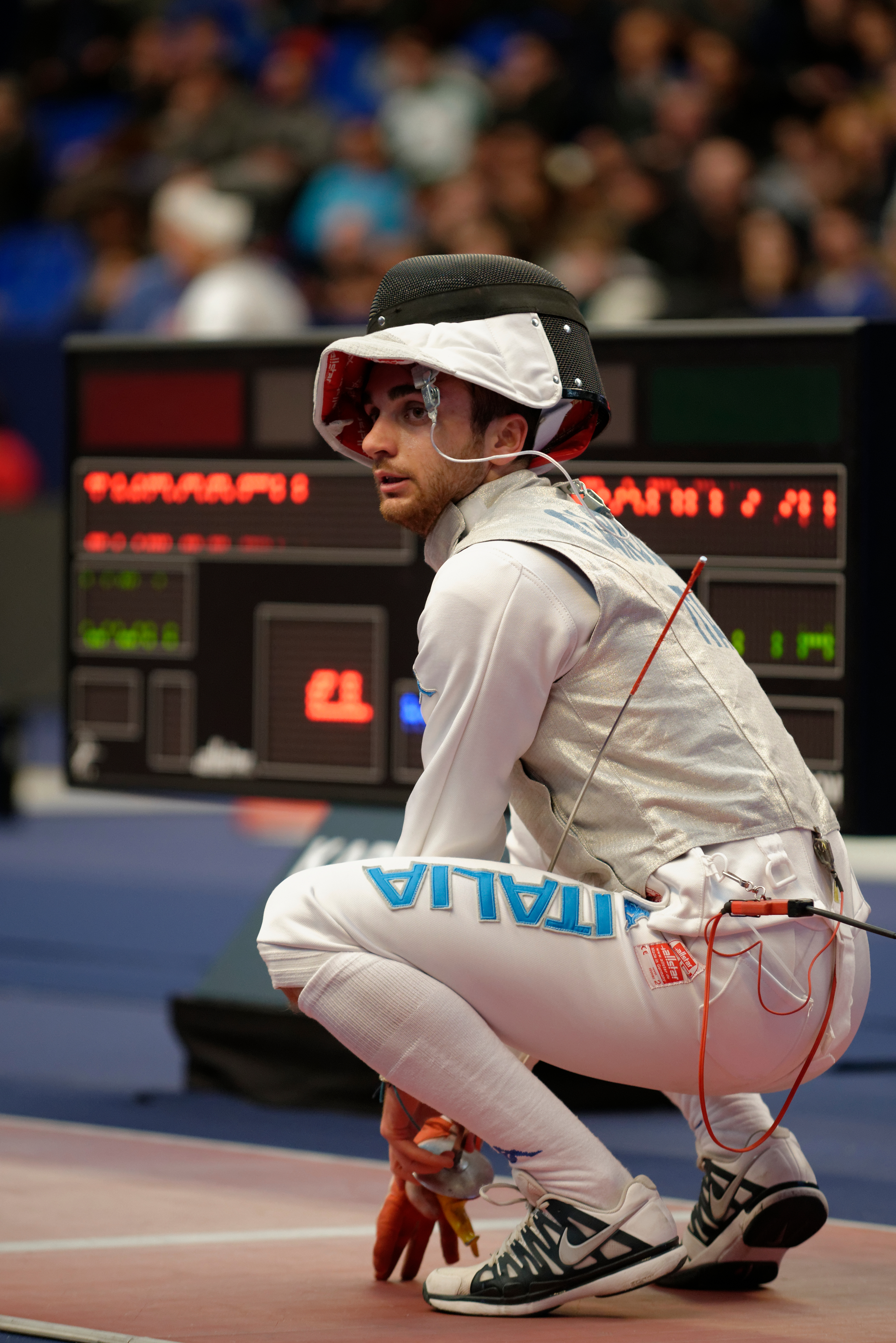
Daniele Garozzo au Challenge international de Paris en 2014.

Frère cadet d'Enrico Garozzo, épéiste également sélectionné pour les Jeux olympiques de 2016, il commence à tirer au Centro Scherma Acireale, dans sa ville natale, avec le maître Mimmo Patti. Il est désormais membre du club militaire des Fiamme Gialle où il est suivi par Fabio Galli depuis 2012. En tant que cadet et junior, il devient champion du monde des moins de 17 ans en 2008, vice-champion du monde des moins de 20 ans en 2012, champion d'Europe en 2007 et 2009. 
Garozzo se révèle au cours de la coupe du monde d'escrime 2014-2015, prenant place sur trois podiums de Coupe du monde. Aux championnats d'Europe, la même saison, il s'invite de nouveau sur le podium en battant en route Enzo Lefort et James-Andrew Davis, avant de s'incliner en finale contre Andrea Cassarà. En 2015, il remporte le titre italien et est éliminé en huitièmes de finale lors des championnats du monde pour sa première participation.
Aux Jeux olympiques de 2016 à Rio, il remporte la médaille d'or en battant l'Américain Alexander Massialas, classé no 1 mondial. Son succès est le deuxième titre olympique de la délégation olympique à Rio. En novembre, il avoue s'être fait voler sa médaille olympique alors qu'il dormait dans un train et il la retrouve deux semaines plus tard après une demande publique d'aide pour récupérer sa médaille.
L'année 2017 voit Garozzo se parer d'or lors des championnats d'Europe de Tbilissi en battant Timur Safin 15 à 12. En juillet, il remonte sur le podium pour une médaille de bronze mondiale aux championnats de Leipzig puis pour l'or par équipes trois jours plus tard.
En janvier 2018, il est battu en finale du Challenge International de Paris par son compatriote Alessio Foconi. En avril, il signe en faveur du NEC Nantes pour deux saisons,.
Le 30 avril 2024, il annonce sur les réseaux sociaux mettre un terme à sa carrière en raison de problèmes cardiaques,.

## Palmarès
- Jeux olympiques
  -  Médaille d'or aux Jeux olympiques de 2016 à Rio de Janeiro
  -  Médaille d'argent aux Jeux olympiques de 2020 à Tokyo

- Championnats du monde
  -  Médaille d'or par équipes aux Championnats du monde 2015 à Moscou
  -  Médaille d'or par équipes aux Championnats du monde 2017 à Leipzig
  -  Médaille d'or par équipes aux Championnats du monde 2018 à Wuxi
  -  Médaille d'or par équipes aux Championnats du monde 2022 au Caire
  -  Médaille de bronze aux Championnats du monde 2017 à Leipzig
  -  Médaille de bronze par équipes aux Championnats du monde 2019 à Budapest

- Championnats d'Europe
  -  Médaille d'or aux Championnats d'Europe 2017 à Tbilissi
  -  Médaille d'or aux Championnats d'Europe 2022 à Antalya
  -  Médaille d'or par équipes aux Championnats d'Europe 2022 à Antalya
  -  Médaille d'or par équipes aux championnats d'Europe 2023 (Jeux européens) à Cracovie
  -  Médaille d'argent aux Championnats d'Europe 2015 à Montreux
  -  Médaille d'argent par équipes aux Championnats d'Europe 2016 à Toruń
  -  Médaille d'argent aux Championnats d'Europe 2018 à Novi Sad
  -  Médaille d'argent par équipes aux Championnats d'Europe 2018 à Novi Sad
  -  Médaille d'argent aux Championnats d'Europe 2019 à Düsseldorf
  -  Médaille de bronze par équipes aux Championnats d'Europe 2017 à Tbilissi
  -  Médaille de bronze par équipes aux Championnats d'Europe 2019 à Düsseldorf

## Classement en fin de saison
| Année | 2009 | 2010          | 2011          | 2012 | 2013 | 2014 | 2015 | 2016 | 2017 | 2018 | 2019 | 2020 | 2021 | 2022 | 2023 |
| ----- | ---- | ------------- | ------------- | ---- | ---- | ---- | ---- | ---- | ---- | ---- | ---- | ---- | ---- | ---- | ---- |
| Rang  | 544  | Non disputées | Non disputées | 126  | 48   | 49   | 6    | 2    | 2    | 7    | 4    | 6    | 3    | 5    | 11   |